# Pulsar (гурт)
«Pulsar» (Пульсар) — французький рок-гурт напрямку симфонічний прогресивний спейс-рок, утворений на початку 70-х в Ліоні. Гурт названий за назвою космічних об'єктів, пульсарів, які не спостерігаються в оптичному діапазоні, натомість більшість з них спостерігаються в радіодіапазоні. Ранніми музикантами Pulsar були Jacques Roman (орган, фортепіано, синтезатор), Victor Bosch (ударні, перкусія), Gilbert Gandil (гітара, вокал) і Philippe Roman (бас). Влітку '74, до них приєдналися оператор звуку Gérard Trouve, оператор світла Armand Fines і п'ятий член гурту Roland Richard. Гурту також був потрібний менеджер, ним став Xavier Dubuc. Музика Пульсару в основному інструментальна і дуже атмосферна, а багато маленьких музичних викривлень дають їм оригінальний стиль в просторі прогресиву.

## Альбом Pollen, 1975
Засоби масової інформації сприйняли дебютний альбом гурту як народження французького Pink Floyd, хоча Пульсар був набагато оригінальніший, зі значною долею використання флейти та електроніки. У них був унікальний французький звук. Альбом був випущений на початку 1975 року. Гурт гастролював Францією та Англією в підтримку цього альбому. Гурту вдалося продати 5000 копій альбому, а також зацікавити шанувальників прогресивної музики, а також концертних і фестивальних промоутерів. Поступово Пульсар став таким же відомим як Magma чи Ange.
У лютому 1975 року Philippe Roman покинув гурт за станом здоров'я і був замінений на Michel Masson. У квітні 1976, Pulsar взялася за запис свого другого альбому.

### Композиції
1 — Pulsar 3'00 

2 — Apaisement 7'30 

3 — Puzzle / Omen 8'00 

4 — Le cheval de Syllogie 7'00 

5 — Pollen 13'05
Загальний час звучання 38:35

### Музиканти
— Victor Bosch / ударні, перкусія 

— Gilbert Gandil / гітара, вокал 

— Roland Richard / флейта, струнні 

— Jacques Roman / клавішні, синтезатори 

— Philippe Roman / бас, вокал 

— Carmel Williams / голос (3)

## Альбом The Strands of the Future, 1976
Альбом випущений у вересні 1976 року продовжував той стиль, який був започаткований першим альбомом. Французька преса була одностайною в його похвалі, більше того, британські критики звернули на нього увагу. Якщо вони критикували Пульсар за цитування ідей Pink Floyd у першому альбомі, то тепер Пульсар став грати оригінальну музику, побудовану на власному досвіді й власних ідеях. Заголовний трек з його тонким почуттям динаміки та взаємодії між учасниками гурту став класикою спейс-року. Альбом розійшовся накладом 40 000 за 6 місяців, поступаючись лише Ange в той час. Підбивши підсумки з Kingdom Records, Пульсар підписав контракт на третій альбом з CBS у грудні 1976.

### Композиції
1 — The strands of the future 22'08

2 — Flight 2'37

3 — Windows 8'47

4 — Fool's failure 10'17
Загальний час звучання 43:49

### Музиканти
— Victor Bosch / ударні, перкусія 

— Gilbert Gandil / гітари, вокал 

— Roland Richard / флейта, струнні 

— Jacques Roman / бас, синтезатори, орган, мелотрон

## Альбом Halloween, 1977
Третій альбом пульсара, випущений в грудні 1977 році, «Halloween» (концептуальний "жах-рок" симфонічного опусу), як правило, вважається одним з десяти найкращих симфонічних альбомів у світі. «Halloween» вважається шедевром гурту; мрійливі пасторальні частини виконані мелотроном, приправлені акустичними гітарами та флейтою, важкі похмурі імпресіоністські звуки електронних клавішних використовуються поряд з класичними інструментами (віолончель, кларнет). На підтримку альбому Пульсар гастролював по всій Європі аж до пам'ятного для гурту концерту на дві ночі в 1978 року в Лісабоні, Португалія, на якому були присутні 15000 глядачів.

### Композиції
1 — Halloween part I: 20'30

a) Halloween song 1'20
 
b) Tired answers 9'30
 
c) Colours of childhood 6'00
 
d) Sorrow in my dreams 3'40
 
2 — Halloween part II: 18'40

a) Lone fantasy 4'50
 
b) Dawn over darkness 6'10
 
c) Misty garden of passion 2'15
 
d) Fear of frost 3'35
 
e) Time 1'50
Загальний час звучання 39:10

### Музиканти
— Victor Bosch / ударні, перкусія, вібрації 

— Gilbert Gandil / гітари, вокал 

— Michel Masson / бас-гітара 

— Roland Richard / флейта, кларнет, акустичні фортепіано, струнні 

— Jacques Roman / клавішні, синтезатори, орган, мелотрон

### Запрошені музиканти
— Xavier Dubuc / конґа 

— Sylvia Ekström / дитячий голос (1а) 

— Jean-Louis Rebut / голос (2e) 

— Jean Ristori / віолончель

## Альбом Bienvenue au Conseil d'Administration, 1981
На початку вісімдесятих років, PULSAR пішли шляхом театрально створення: з режисером Bruno Carlucci, знаменитим квартетом (Gilbert Gandil на гітарі і басу, Victor Bosch на барабанах, Jacques Roman на клавіатурах і Roland Richard на флейті та саксофоні), адаптована розповідь австрійського романіста Peter Handke в 1981 році вилилась у альбом «Bienvenue Au Conseil D'Administration !».

### Композиції
1 — Il fait froid, ici... 4'13

2. a) La femme au bout du couloir 2'08
 
2. b) La tempête, encore 2'20
 
2. c) Accident-vision 2'05
 
2. d) Cri 3'10
 
3 — Epreuve No. 2 2'00
 
4 — Mirage de neige 1'30
 
5 — Sous le ciel où courait la tempête 3'19
 
6 — Précautions oratoires 2'30
 
7 — La luge et la limousine 2'20
 
8. a) Energie-saga 1'35
 
8. b) Chanson populaire de la neige 2'30
 
8. c) Dernier avertissement 0'30
 
9 — Futurs intérieurs 6'15

10 — Silence D'une Petite Fille 3'48
 
11 — Croisiere 5'07
 
12 — Perte De Vue 6'41
 
13 — Melodie Boreale 16'50
Загальний час звучання 68:51

### Музиканти
— Victor Bosch / ударні, перкусія (1-9) 

— Gilbert Gandil / гітара, бас, голоси 

— Claude Lesko / оповідь 

— Roland Richard / флейта, саксофон, фортепіано 

— Jacques Roman / клавішні 

— Pierre Imbert / колісна ліра (10-13)

## Альбом Görlitz, 1989
«Görlitz» сильно відрізняється від трьох перших альбомів цього гурту, але він відображає час в кінці 80-х, коли прог-рок був майже неіснуючим за винятком небагатьох мужніх митців, які згодом стали піонерами відродження або ж ренесансу прог-року. Титульна композиція розповідає про колапс у Східній Німеччині (і Східного блоку в цілому).

### Композиції
1 — Görlitz 19'25

2 — Fin de voyage 4'00
 
3 — Naufrage 4'58
 
4 — Pour un autre départ 2'46
 
5 — Autour de toi 5'40
 
6 — Tara 3'00
Загальний час звучання 39:49

### Музиканти
— Victor Bosch / ударні, перкусія 

— Gilbert Gandil / гітари, вокал 

— Roland Richard / саксофон, клавішні 

— Jacques Roman / піаніно, синтезатори 

— Louis Paralis / бас

## Альбом Memory Ashes, 2007
Ветерани французького прогресивного року 70-х повернулися. «Memory Ashes» є потужним продовженням їх 1988 року альбому «Gorlitz».

### Композиції
1 — Memory Ashes / Part I 7'52

2 — Memory Ashes / Part II 7'58
 
3 — Memory Ashes / Part III 4'50
 
4 — Memory Ashes / Part IV 5'24
 
5 — Monks 10'45
 
6 — Respire 8'54
Загальний час звучання 39:49

### Музиканти
— Victor Bosch / ударні 

— Gilbert Gandil / гітара, лідируючий вокал 

— Roland Richard / саксофон, флейти, кларнет, свисток 

— Jacques Roman / клавішні 

— Louis Paralis / бас

### Запрошені музиканти
— Louis Paralis / бас, акордіна 

— Aurélia Dury / вокали 

— Edith Chaffard / віолончель 

— Eric Dupré / шумові ефекти